# Organizația Sionistă Mondială
Organizația Sionistă Mondială (în ebraică: ההסתדרות הציונית העולמית  - Hahistadrut Hatzionit Haolamit), pe scurt, Organizația Sionistă, este organizatia mișcării sioniste, înființată din inițiativa lui Theodor (Binymani Zeev) Herzl la 3 septembrie 1897, la Primul Congres Sionist întrunit la Basel, în Elveția. În ea sunt reprezentate toate organizațiile sioniste din lume. Statutul organizației a fost redactat  de către Heinrich Elhanan York Steiner. 
Organizația Sionistă este una din „instituțiile naționale” evreiești care în trecut au acționat pentru traducerea în realitate a obiectivelor mișcării sioniste - întemeierea unui cămin național pentru poporul evreu în Palestina.(Doar scurtă vreme înainte de întemeierea Israelului s-au pus de acord toate componentele organizației sioniste asupra obiectivului de înființare a unui „stat evreiesc”). 
La începutul drumului ei, Organizația Sionistă a reprezentat populația evreiască din Palestina in raporturile cu Administratia otomană și apoi administrația  mandatară britanic.
În anul 1929 Organizația Sionistă a transmis prerogativele ei executive Agenției Evreiești - în ebraică Sohnut, în timp ce Organizația Sionistă a rămas numai cu sarcina de a elabora strategia politică.
Aderarea la Organizația Sionistă era liberă în calea oricărui evreu care accepta obiectivele sionismului și care plătea o cotizație, prin cumpararea „Shekelului” sionist. 
După întemeierea Statului Israel în 1948, la Congresul sionist al 23-lea, care s-a reunit la Ierusalim în anul 1951 
s-au redefinit obiectivele organizației, în lumina noilor împrejurări - a atingerii scopului central al organizației.
Organizația mai există și în zilele noastre, ocupându-se mai cu seama de încurajarea emigrației evreilor spre Statul Israel, adâncirea legăturilor dintre Statul Israel și evreii din Diaspora, educația sionistă în Diaspora, combaterea antisemitismului.
Sediul Organizației Sioniste Mondiale se află la Ierusalim, pe strada King George 48, în aceeași clădire  cu Agenția Evreiască
și cu Fondul național evreiesc Keren Kayemet.

## Instituțiile care fac parte din Organizația Sionistă
- Congresele sioniste, care stabilesc statutul organizației
- Comitetul executiv larg și cel restrâns - conducerea sionistă
- în trecut - Biroul palestinean, care era filiala organizației în Palestina - Eretz Israel.
- Agenția Evreiască pentru Eretz Israel, brațul executiv al Organizației sioniste  a fost infiintață în locul Biroului palestinean
- Fondul național evreiesc „Keren Kayemet leIsrael" - s-a ocupat în trecut cu achizițioanrea de pământuri în Palestina
- Apelul evreiesc unificat - Keren Hayessod - principala instituție financiară a mișcării sioniste
- Societatea „Hakhsharat Haishuv”  s-a ocupat de cumpararea de pamanturi ]n Palestina, inclusiv pentru folosința Fondului național
- Otzar hityashvut hayehudim - („Trustul colonial evreiesc”)  departamentul pentru operații financiare al Organizației Sioniste, a cărei companie- fiică a fost în trecut Banca Anglo-Palestine, devenită ulterior Bank Leumi

## Președinții Organizației Sioniste Mondiale
- Theodor Herzl  1897 -1904

a stabilit sediul organizației la Basel și la Viena
- David Wolfsohn - 1905-1911, a mutat sediul Organizatiei la Köln, în Germania
- Otto Warburg  - 1911-1921, din cauza Primului Război Mondial sediul Organizației a trebuit mutat la Copenhaga, în Danemarca, care era neutră
- Haim Weizmann - 1921-1931, care a mutat sediul Organizației la Londra
- Nachum Sokolow  1931-1935
- Haim Weizmann - 1935 - 1946
- de facto - David Ben Gurion 1946 - 1956

după 1948 sediul Organizației s-a mutat la Ierusalim, în Israel
- Nahum Goldmann 1956-1968
- Ehud Avriel 1968-1972

În 1972  postul separat de președinte al Organizatiei Sioniste a fost unificat cu cel de președinte al Conducerii Comitetului Executiv al Organizației Sioniste  și apoi cu cel de președinte al Agenției Evreiești.
- Louis Arie Pincus - a servit ca președinte al Executivei Sioniste până în 1972, și ca președinte al Agenției Evreiești până în octombrie 1973
- Itzhak Navon  - președinte al Executivei Sioniste  1972-1978

Paralel cu el au funcționat ca Președinți ai Agenției Evreiești și ai Organizației Sioniste:
- Arie Dulczyn - 1973-1975
- Pinchas Sapir, 1975
- Arie Dulczyn 1975 - 1976
- Yossef Almoggi 1976 - 1978

Din anul 1978 au fost iar reunite funcțiile:
- Arie Dulczyn  1978 - 1987
- Simha Dinitz 1987-1994
- Yehiel Leket 1994-1995 președinte de facto
- Avraham Burg  1995-1999
- Salay Meridor 1999-2005
- Zeev Bielski 2005-2009

În anul 2009 au fost iarăși separate funcțiile:
- Avraham Duvdevani - din mai 2009 - președinte al Organizației Sioniste
- Nathan Sharanski  din  2009 - președinte al Agenției Evreiești